# Lucius Caninius Gallus (Konsul 37 v. Chr.)
Lucius Caninius Gallus war ein römischer Senator der späten Republik.
Caninius Gallus entstammte der plebejischen Familie der Caninii, die im 2. Jahrhundert v. Chr. in den Senat gelangt war. Sein gleichnamiger Vater war Volkstribun 56 v. Chr. und mit Cicero bekannt. Caninius Gallus war im Jahr 37 v. Chr. Konsul, zusammen mit Marcus Vipsanius Agrippa, einem Vertrauten des Triumvirn Octavian, des späteren Augustus. Über seine sonstige Laufbahn ist nichts bekannt.
Der gleichnamige Suffektkonsul des Jahres 2 v. Chr. war vermutlich sein Sohn oder Enkel.